# Богдинско-Баскунчакский заповедник
Богдинско-Баскунчакский заповедник — российский государственный природный заповедник в Ахтубинском районе Астраханской области в окрестностях озера Баскунчак и горы Большое Богдо, в непосредственной близости от государственной границы России и Казахстана. Состоит из двух обособленных кластеров: «Гора Богдо и окрестности озера Баскунчак» (16 483 га) и «Зелёный сад» (1995 га).
Один из самых молодых заповедников в Российской Федерации: создан 18 ноября 1997 года. Представительский офис расположен в городе Ахтубинске (ул. Мелиораторов, 19).

## История
В 1993 году постановлением главы администрации Астраханской области от 25.11.93 г. № 196 создан Государственный природный заказник «Богдинско-Баскунчакский» (площадь 53 700 га).
В 1997 году постановлением Правительства Российской Федерации от 18.11.97 г. № 1445 был образован Государственный природный заповедник «Богдинско-Баскунчакский» общей площадью 18 478 га. Он был организован на части земель одноимённого государственного природного заказника. В связи с вхождением в состав земель вновь созданного заповедника территорий памятников природы «Гора Большое Богдо», «Урочище Шарбулак» и «Зелёный сад», с них был снят статус памятников природы.
Таким образом, в окрестностях озера Баскунчак имеются две особо охраняемые природные территории: 1) Государственный природный заказник регионального значения «Богдинско-Баскунчакский» комплексного профиля площадью 32 801,3 га. Территория госзаказника охраняется в настоящее время силами специализированной инспекции охраны областного подчинения и 2) Государственный природный заповедник «Богдинско-Баскунчакский» федерального значения площадью 18 478 га.

## Описание

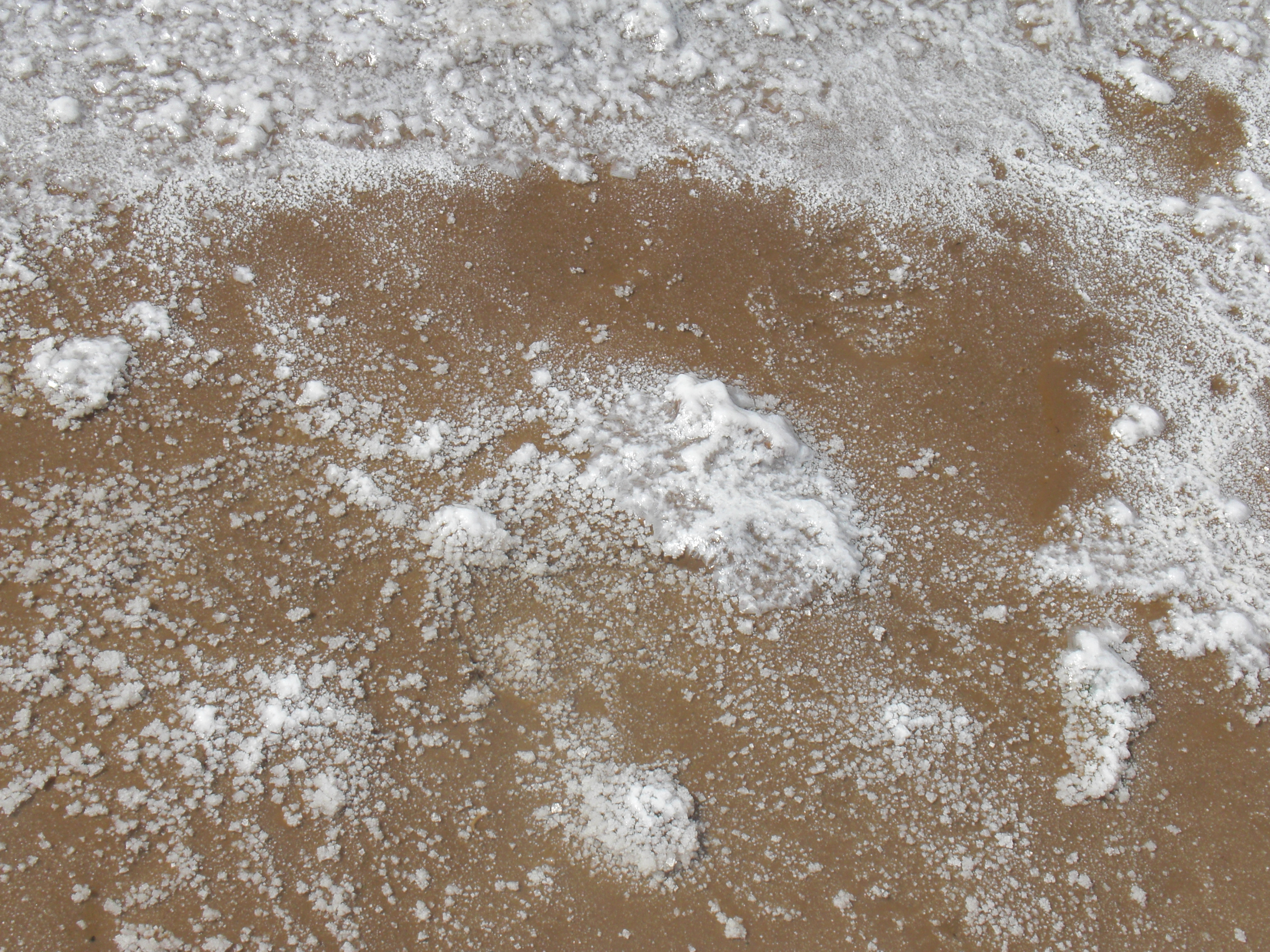
Соль озера Баскунчак

На территории заповедника и вблизи него находятся уникальные объекты Астраханской области:
- гора Большое Богдо,
- «Зеленый сад»,
- урочище Шарбулак,
- карстовые поля,
- воронки,
- пещеры.

Территория заповедника примыкает к солёному озеру Баскунчак.

### Цель создания заповедника

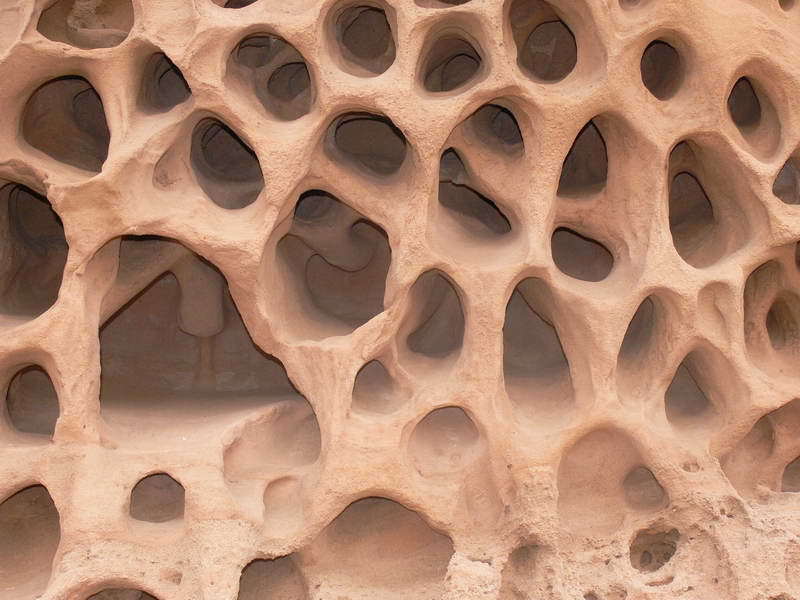
Часть «поющей скалы»

Заповедник создан для охраны малонарушенных полупустынных сообществ и уникального — одного из крупнейших в России бессточного солёного озера Баскунчак.
Охраняется также гора Большое Богдо (149,6 м н.у.м.), являющаяся самой высокой точкой Прикаспийской низменности.
Участок «Зеленый сад» охраняет полукультурный оазис лесной растительности в полупустынях Прикаспия.
Здесь проходит важный миграционный путь птиц с севера Сибири на зимовки.
Флора заповедника богата редкими видами — тюльпаны Шренка и Биберштейна, василёк Талиева, смолёвка Гельма.
Растительный покров представлен белополынными, чернополынными и солянковыми сообществами с участием злаков и эфемеров. На гнездовании отмечены кулики ходулочник и шилоклювка, журавль-красавка; встречается антилопа-сайгак.

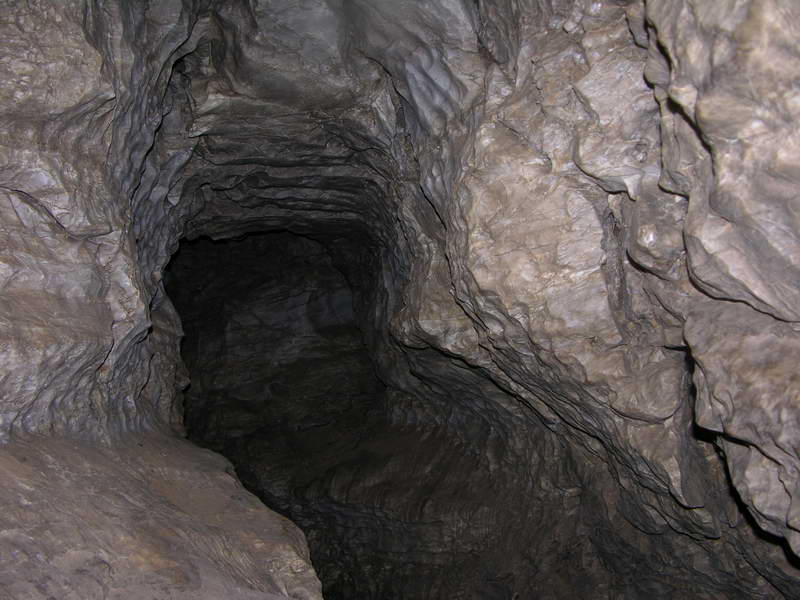
Баскунчакская пещера

В районе г. Большое Богдо широко развит карст, известно 30 пещер, самая большая протяжённостью 1,5 км.

## Флора и фауна заповедника

### Фауна

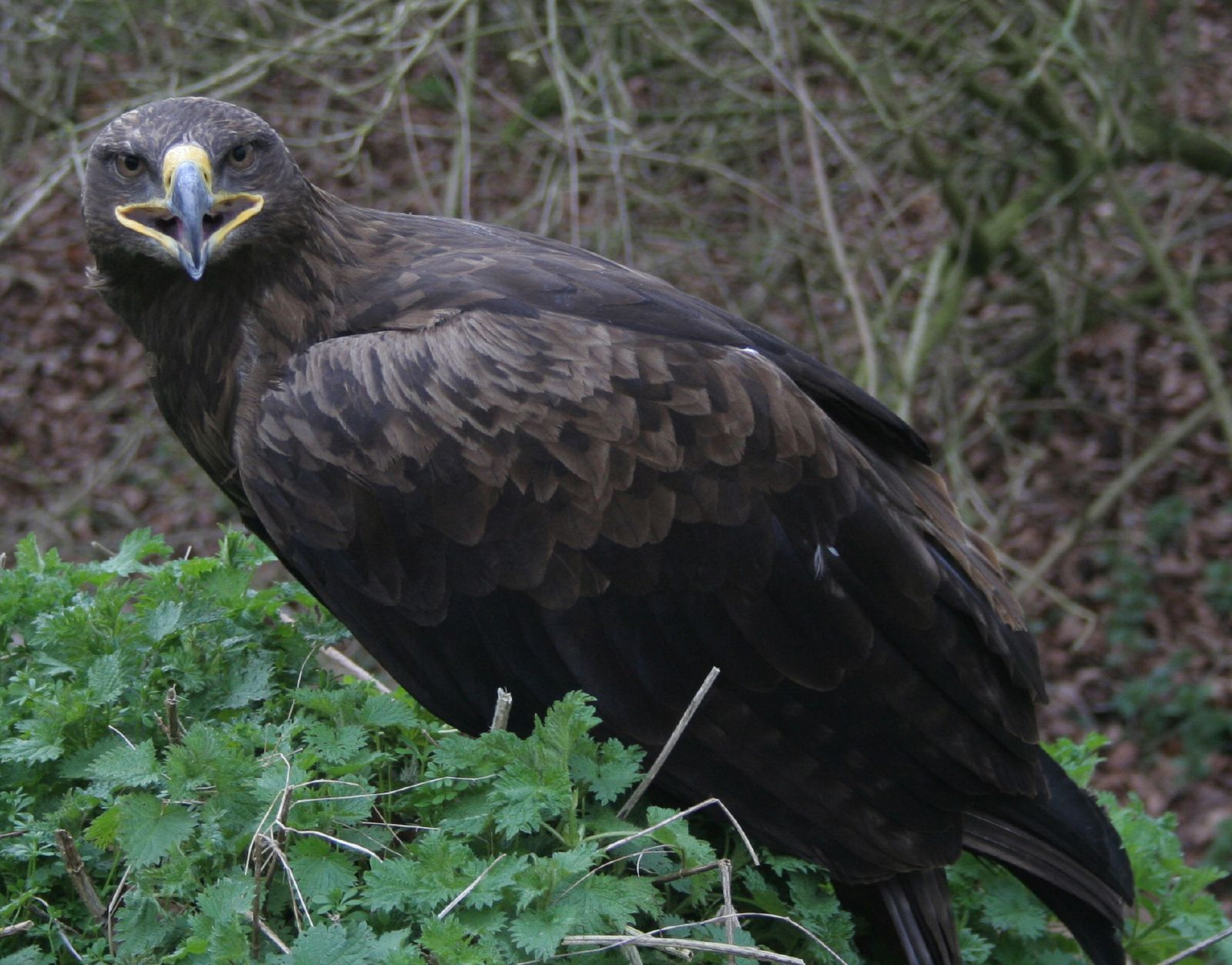
Степной орёл

В фауне заповедника насчитываются представители:
- млекопитающие — 47 видов
- птицы — 215 видов
- пресмыкающиеся — 12 видов
- земноводные — 2 вида
- рыбы — 1 вид
- насекомые — 1027 видов
- пауки — 28 видов.

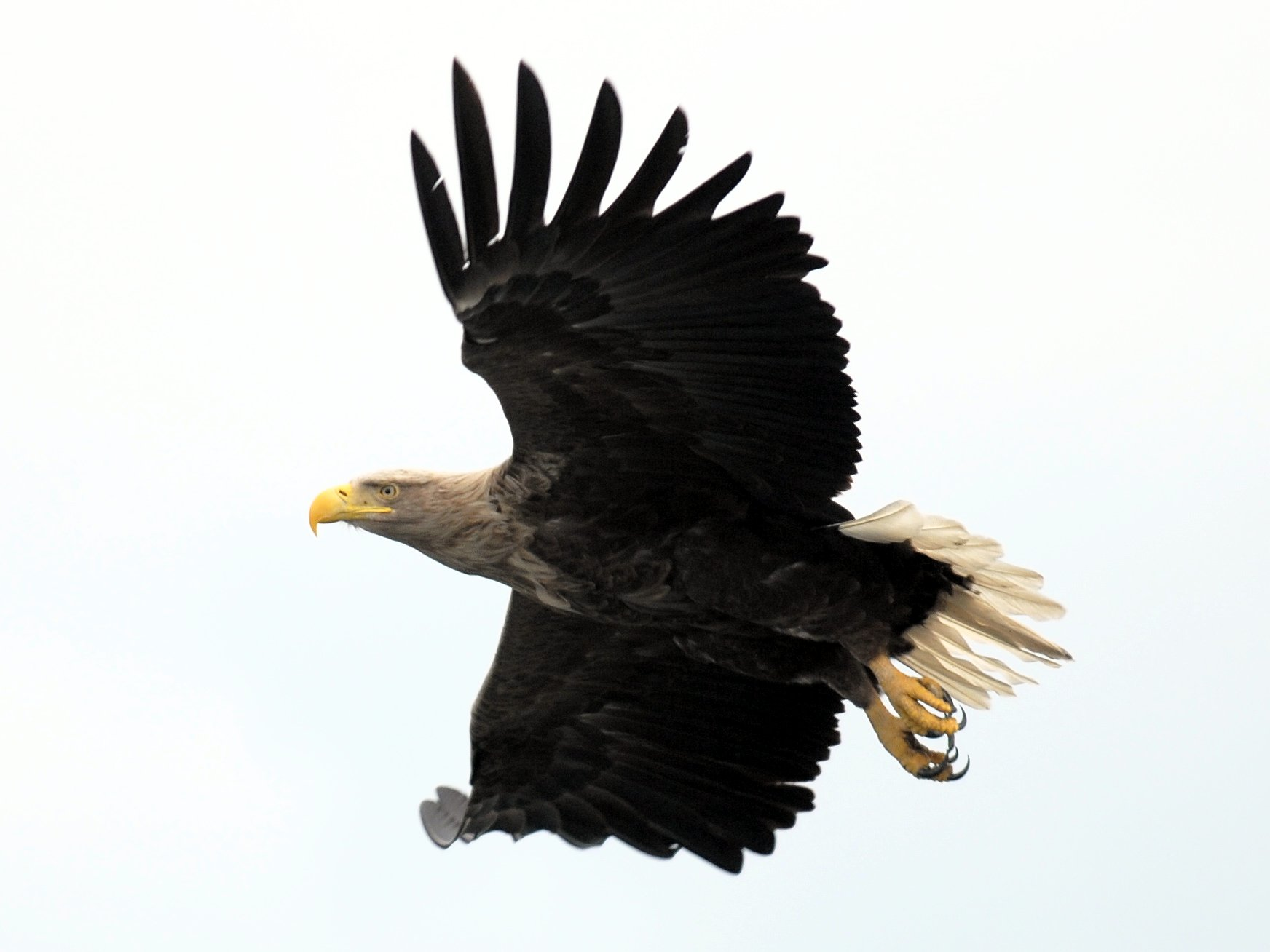
Орлан-белохвост

Ранее территория являлась частью миграционного пути сайгаков. Численность сильно снижена усилиями браконьеров.
В фауне заповедника 30 птиц, занесены в Красную книгу Астраханской области.
22 вида занесены в Красную книгу России, из которых 9 — в Красную книгу МСОП:
- кудрявый пеликан
- белоглазый нырок
- степной лунь
- европейский тювик
- курганник
- степной орел
- большой подорлик
- орел-могильник
- орлан-белохвост
- степная пустельга
- красавка
- стрепет
- авдотка
- кречетка
- ходулочник
- кулик-сорока
- шилоклювка
- большой кроншнеп
- степная тиркушка
- черноголовый хохотун
- филин
- серый сорокопут

На территории заповедника встречается единственный вид млекопитающих, занесённых в Красную книгу России, — перевязка, небольшой хищный зверёк, распространённый в южных регионах России.
Гора Большое Богдо — единственное в России место обитания пискливого геккончика (Alsophylax pipiens).

### Флора

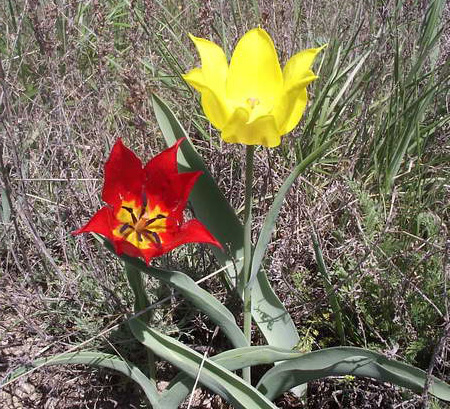
Тюльпан Геснера

На территории Богдинско-Баскунчакского заповедника зарегистрировано 507 видов высших растений. Они относятся к 260 родам и 72 семействам.
Преобладающими семействами являются:
- Астровые (68 видов)
- Мятликовые (50)
- Маревые (44)
- Крестоцветные (43)

Характерной особенностью флоры этого района является присутствие многих редких и находящихся на границе своего распространения видов растений. Большая часть, из которых является реликтовыми и эндемичными. Это связано в первую очередь с тем, что г. Б. Богдо во время затопления всей прилегающей равнины Прикаспийской низменности водами Хвалынского моря (8-12 тыс. лет назад) оставалась довольно крупным островом, на котором уцелели остатки прежней флоры и фауны.
К растениям, имеющим реликтовый ареал и встречающимся на территории России только на горе Большое Богдо, относятся:
- Эверсмания слегка-колючая (Eversmannia subspinosa),
- Козлобородник окаймленнолистный (Tragopogon marginifolius),
- Двоякоплодник прямой (Diptychocarpus strictus),
- Коэльпиния линейная (Koelpinia linearis).

Некоторые виды растений после регрессии «спустились» с горы Большое Богдо и закрепились на рядом расположенной с горой территории, это:
- Лук индерский (Allium inderiense),
- Двучленник пузырчатый (Diarthron vesiculosum),
- Четверозубец четырехрогий (Tetracme quadricornis),
- Крупноплодник крупноплодный (Megacarpaea megalocarpa),
- Ревень татарский (Rheum tataricum),
- Подорожник маленький (Plantago minuta).

Заповедник является естественным хранилищем большого числа ставших редкими в других уголках планеты видов растений и животных.
31 вид растений произрастающих на территории заповедника «Богдинско-Баскунчакский» внесено в Красную книгу Астраханской области и 3 вида — в Красную книгу России:
- Тюльпан Шренка (Tulipa schrenkii),
- Живокость пунцовая (Delphinium puniceum),
- Ковыль перистый (Stipa pennata).

## Кинематограф
На территории природного заказника Астраханской области «Богдинско-Баскунчакский» снимались фильмы:
- «Скорость» — режиссёр Дмитрий Светозаров, в главных ролях Дмитрий Харатьян и Алексей Баталов.
- «Бумажный солдат» — режиссёр Алексей Герман-младший. В главных ролях Мераб Нинидзе (Даня), Чулпан Хаматова (Нина)[2]

## Фотогалерея

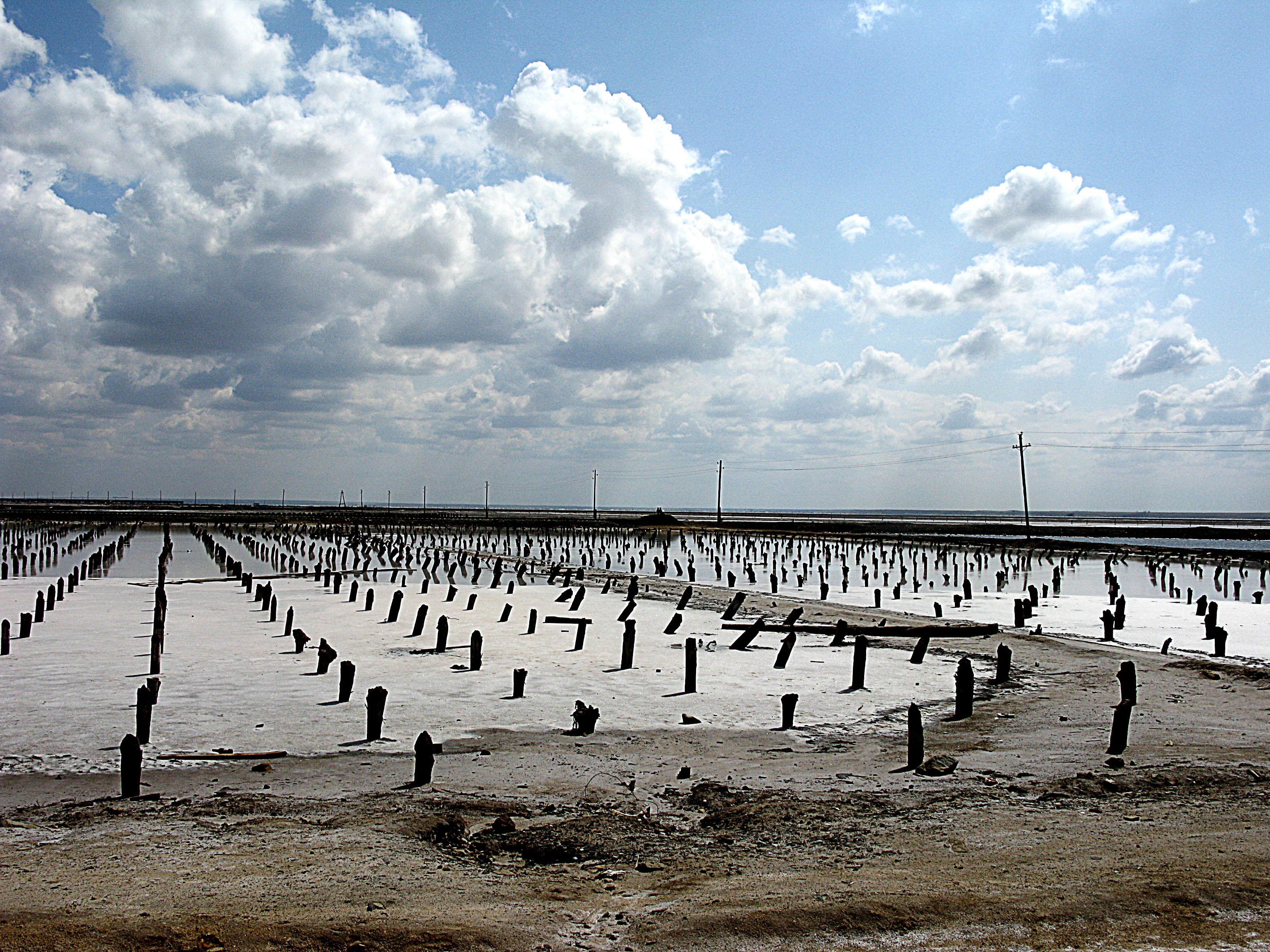
Солёное озеро Баскунчак
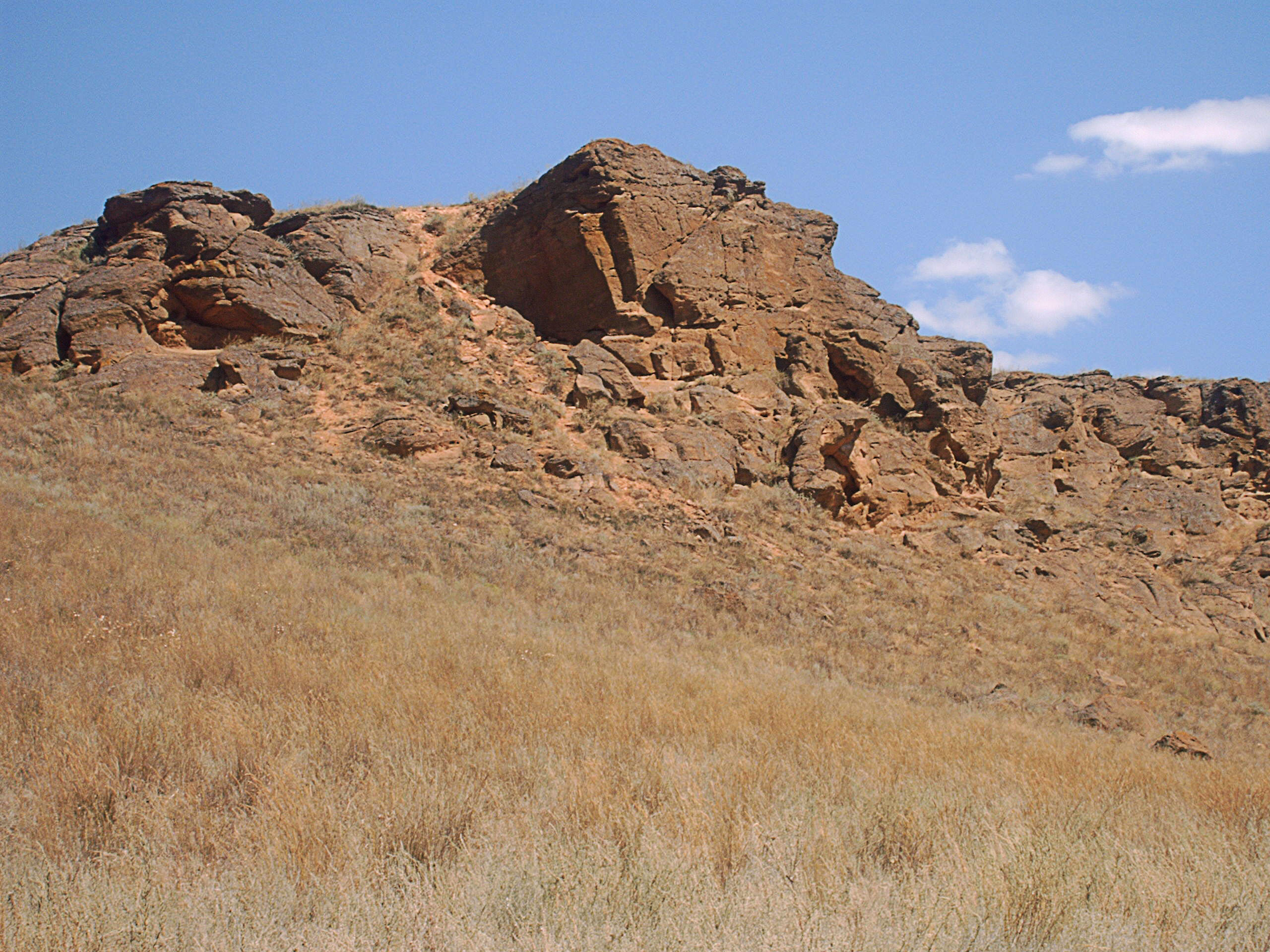
Гора Богдо
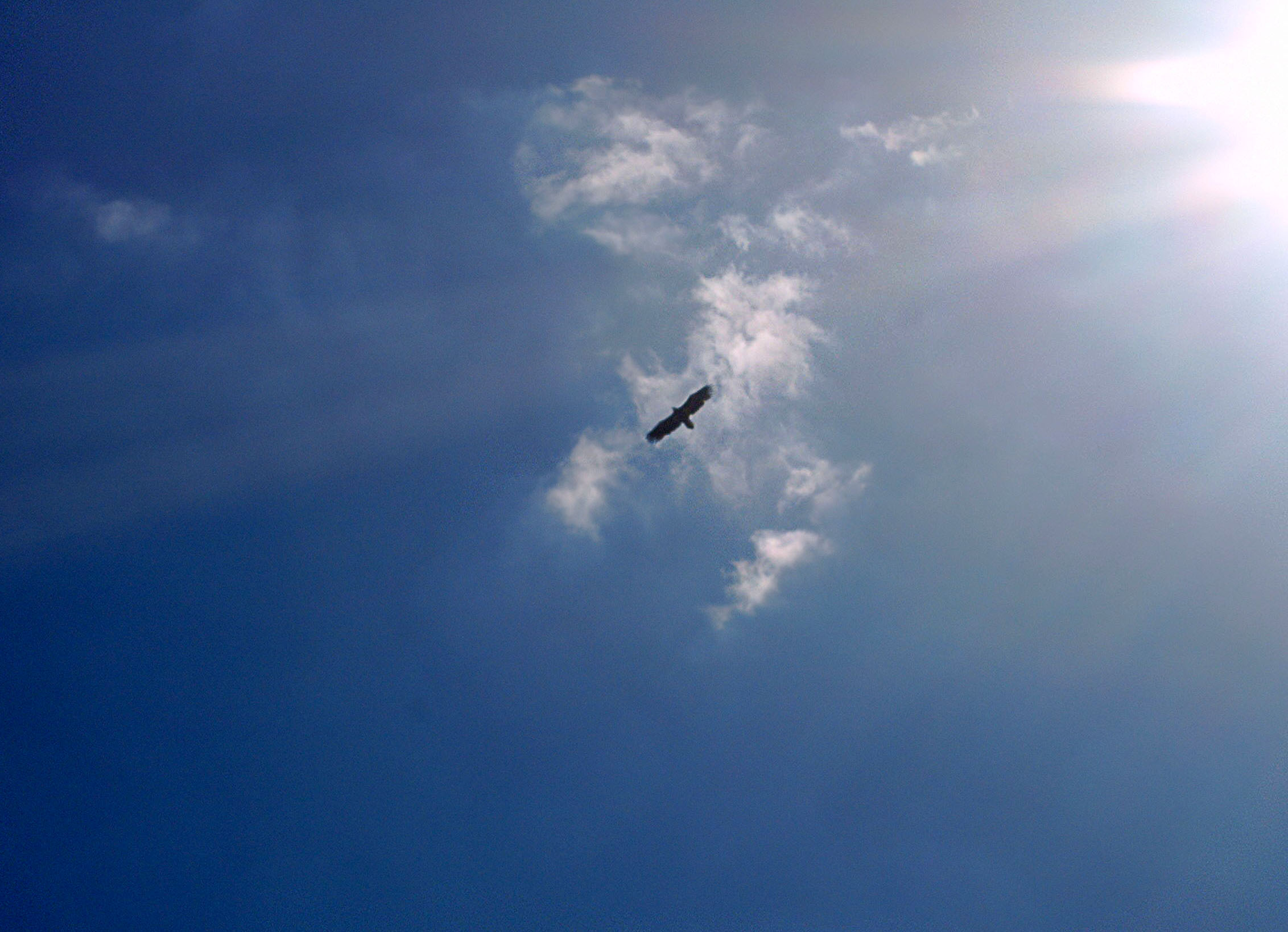
Полет орла
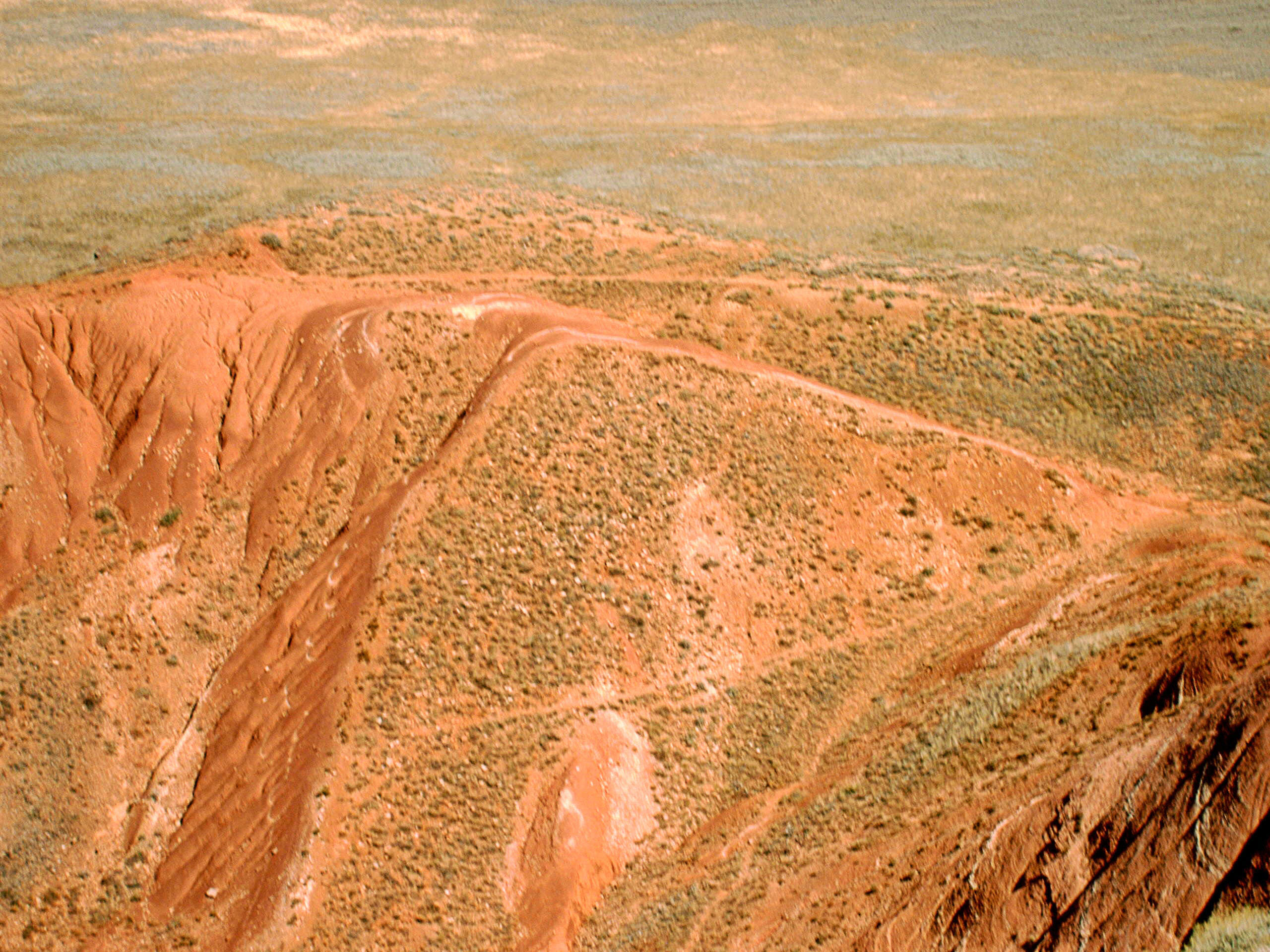
Красные породы
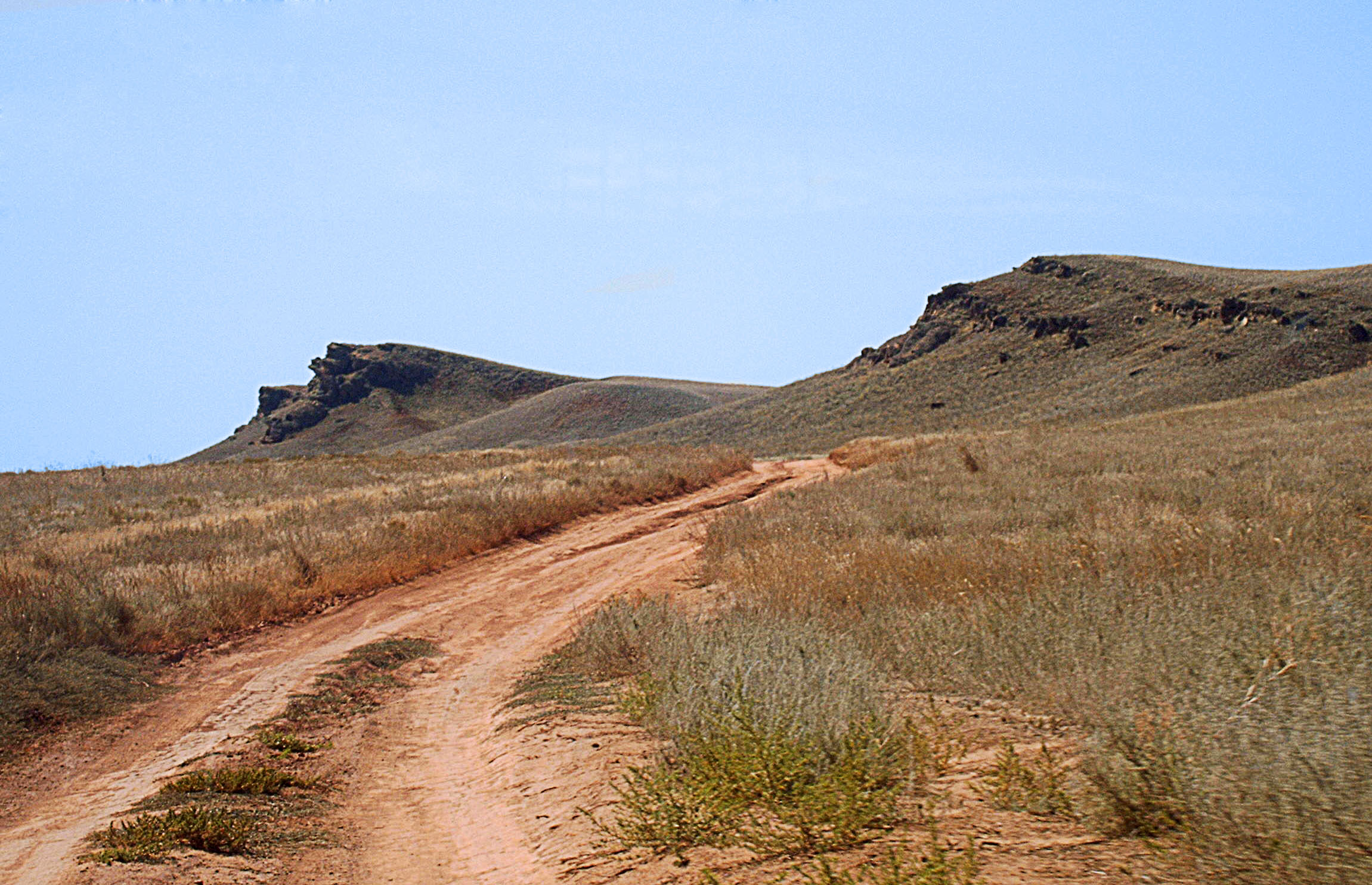
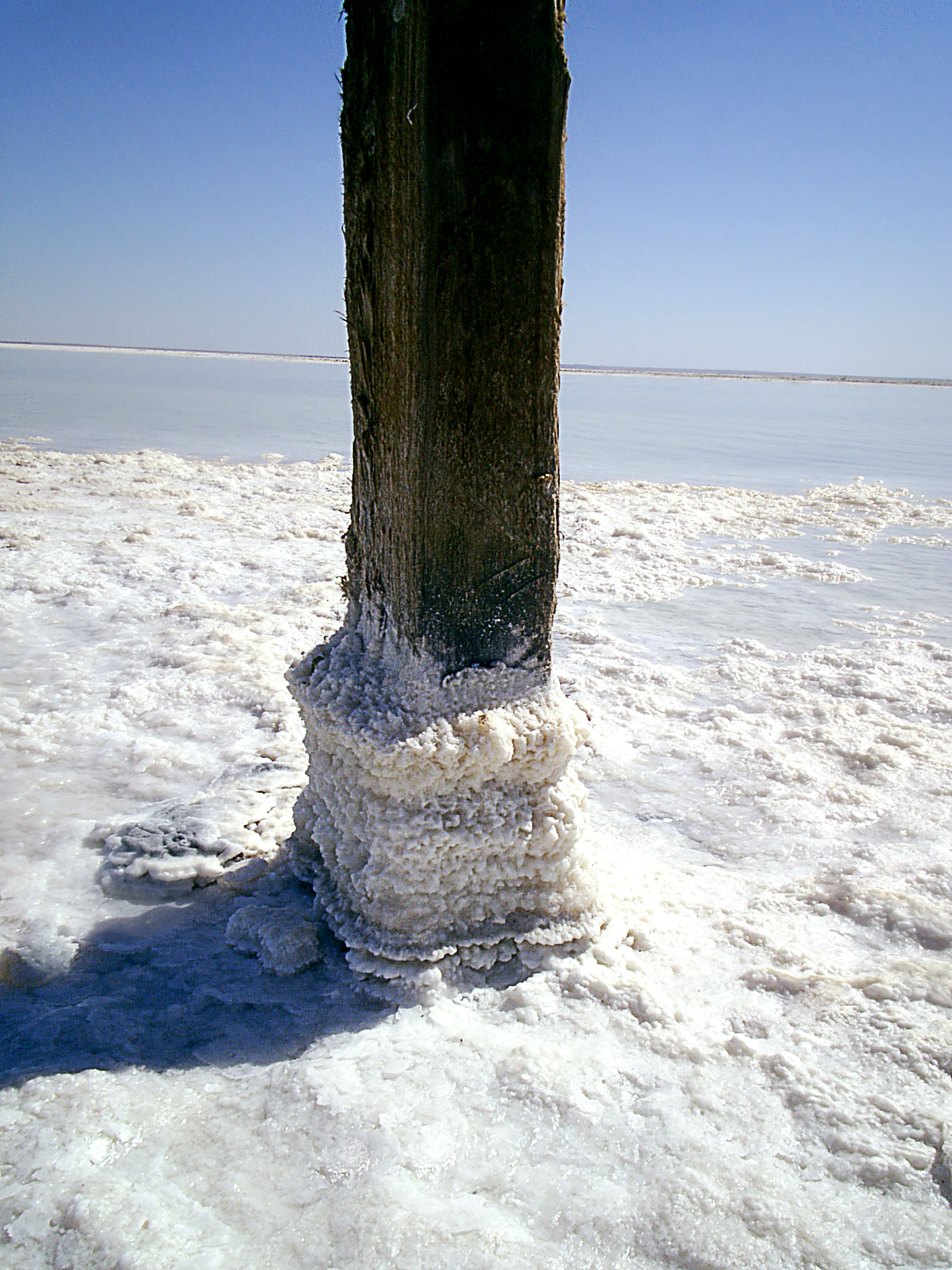
Соляной столб (оз. Баскунчак)
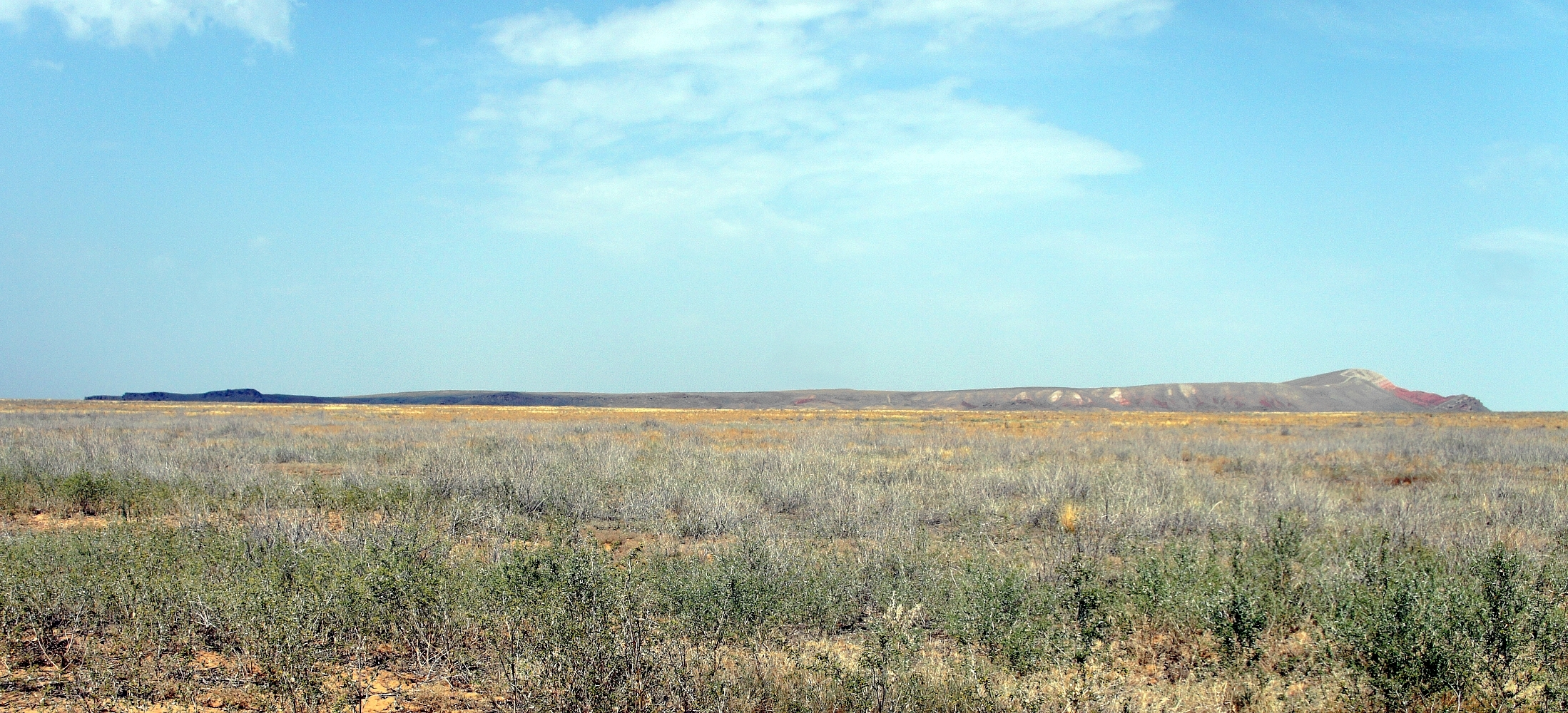
Панорама заповедника